# 20,000 Leagues Under the Sea (1916)

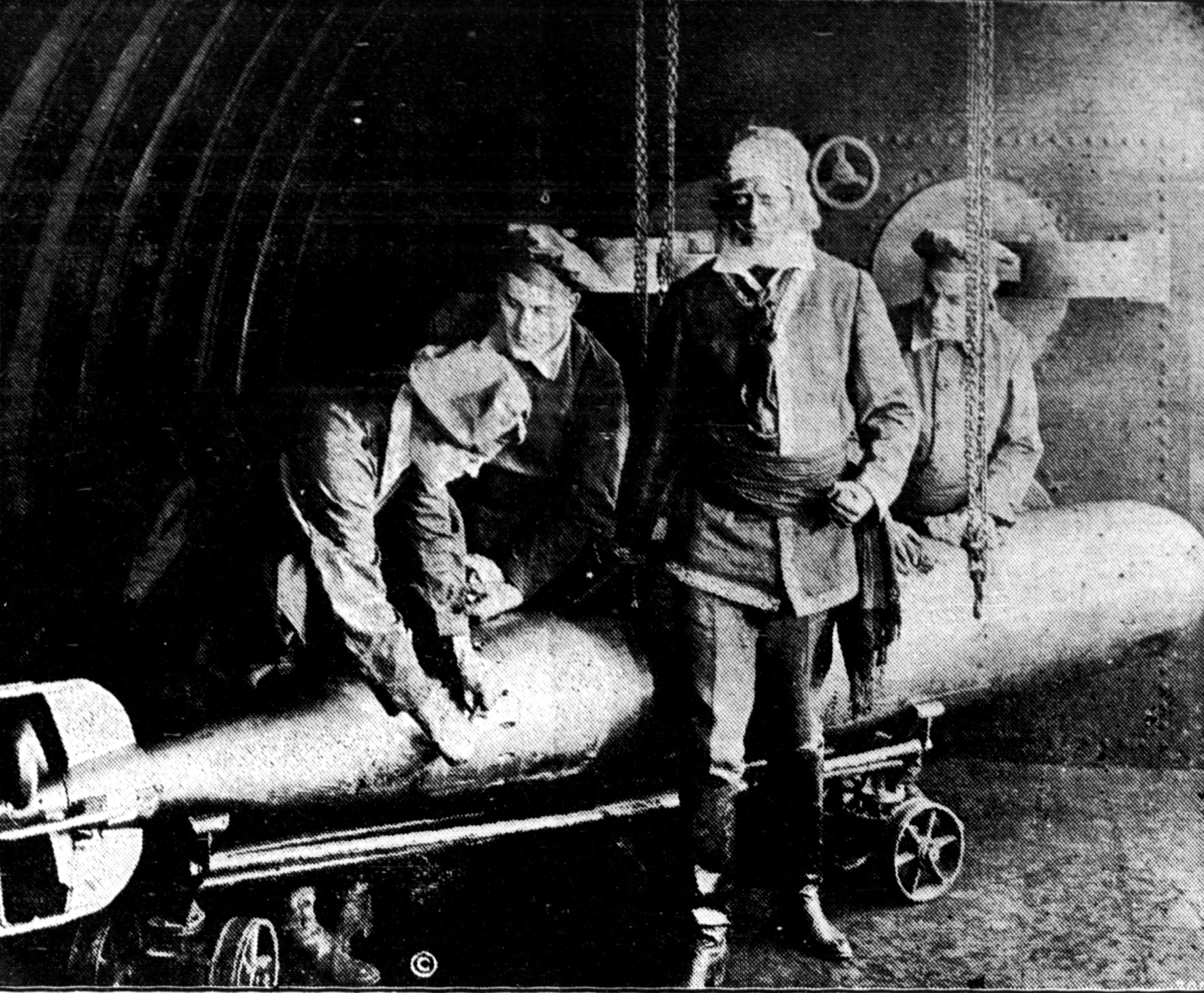
Cena do filme 20,000 Leagues Under the Sea, 1916

20,000 Leagues Under the Sea é um filme mudo produzido nos Estados Unidos e lançado em 1916, sob a direção de Stuart Paton.